# مقسم الكلمات
مقسم الكلمات: هو رمز يعتبر من علامات الترقيم يفصل بين الكلمات المكتوبة في اللغات التي تستخدم الأبجدية اللاتينية، والسيريلية، والعربية، وكذلك النصوص الأخرى في أوروبا، وغرب آسيا، يُقصد بكلمة مقسم: مساحة فارغة أو بيضاء.
مقسم الكلمات يستخدم في العديد من اللغات الأوروبية والآسيوية والأفريقية، بينما العديد من لغات شرق آسيا يتم كتابتها بدون فصل الكلمات.

## التاريخ
في الهيروغليفية المصرية، ربما تم استخدام الرسوم المعنوية لتحديد حدود الكلمات وأيضاً لتحديد دلالة الكلمة. ربما نادراً ما استخدمت في الكتابة المسمارية الآشوريه، ولكنها أستخدمت بشكل شائع في الأبجدية الأوغاريتية المسمارية اللاحقة، قاموا باستخدام الشرطة الرأسيه لفصل الكلمات. وفي المسمارية الفارسية القديمة، تم استخدام وتد مائل قطريا.
مع انتشار الأبجدية في أنحاء العالم القديم، وقتما كانت الكلمات توضع معًا دون تقسيم في الكثير من دول جنوب وجنوب شرق آسيا حتى وقت قريب. بدأوا في استخدام النقطة المفردة (·)، أو المزدوجة (:)، أو الثلاثية لتفريق الكلمات وكان ذلك في الكتابات الفينيقية والآرامية والعبرية واليونانية واللاتينية، وتستمر اليوم مع الأثيوبيه، ولكن الآن المساحة هي الغالبة على أكثر الكتابات

### الأنظمة الكتابية
الأنظمة الكتابية الأبجدية المبكرة، مثل الأبجدية الفينيقية، تحتوي فقط على علامات للحروف الساكنة (بعض علامات الحروف الساكنة يمكن أن تكون أيضًا عبارة عن حرف علة، وسميت أم قراءه). وبدون شكل واضح لتفريق الكلمات، فإن تحليل كلمات النص كان بمثابة لغز. ومع إدخال حروف العلة في الأبجدية اليونانية، قلت الحاجة إلى الفصل بين الكلمات. وكانت أقدم النصوص اليونانية تستخدم النقاط، كما عرفت أنظمة الكتابة التي سبقتها، ولكن سرعان ما أصبحت من الشائع استخدام (scriptio Continua)، أي الكتابة المستمرة وهي أن توضع الكلمات معاً بدون فصل

### استخدام المسافات في القرون الوسطى اللاتينية
توقف استعمال النقاط في الكتابة الاتينية بعد انتهاء الفترة الكلاسيكية، ومن عام 200 م، كان النمط اليوناني للكتابة المستمرة عصريًا. في القرن السابع، بدأ الرهبان الأيرلنديون في استخدام المساحات الفارغة، ونقلوها إلى فرنسا [بحاجة لمصدر] وبحلول القرن الثامن أو التاسع، بدأت المسافات تستخدم بشكل متسق إلى حد ما في جميع أنحاء أوروبا.

## الأنواع

### لا شيء
تمت كتابة الأبجدية بدون الفصل بين الكلمات، والمعروف باسم الكتابة المستمرة، في اللغة المصرية القديمة. وظهرت في اللاتينية ما بعد الكلاسيكية بعد عدة قرون من استخدام النقاط.
تم استخدام الكتابة المستمرة بشكل تقليدي في الأبجدية الهندية في جنوب وجنوب شرق آسيا وهانغول في كوريا، والآن هانغول تستخدم المسافات بينما تُستخدم بازدياد في الهند
حالياً الصينية واليابانية هي النصوص الرئيسية المكتوبة دون علامات الترقيم لفصل الكلمات. في الكتابة الصينية الكلاسيكية، كانت الكلمة والحرف نفس الشيء تقريياً، لذلك كانت فواصل الكلمة لا داعي لها. على الرغم من أن لغة الماندرين الحديثة تحتوي على العديد من الكلمات متعددة المقاطع، وكل مقطع مكتوب بحرف معين، إلا أن صلة المفهوم بين الحرف والكلمة أو على الأقل المقطع الصرفي تبقى قوية، لذا لم توجد حاجة لفصل الكلمات.

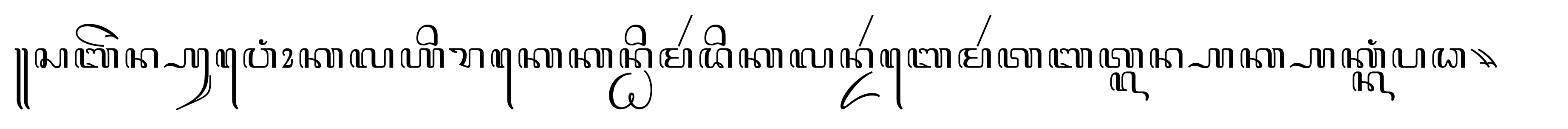
مثال على كتابة مستمرة جاوية للمادة الأولى من إعلان حقوق الإنسان.

### المسافة

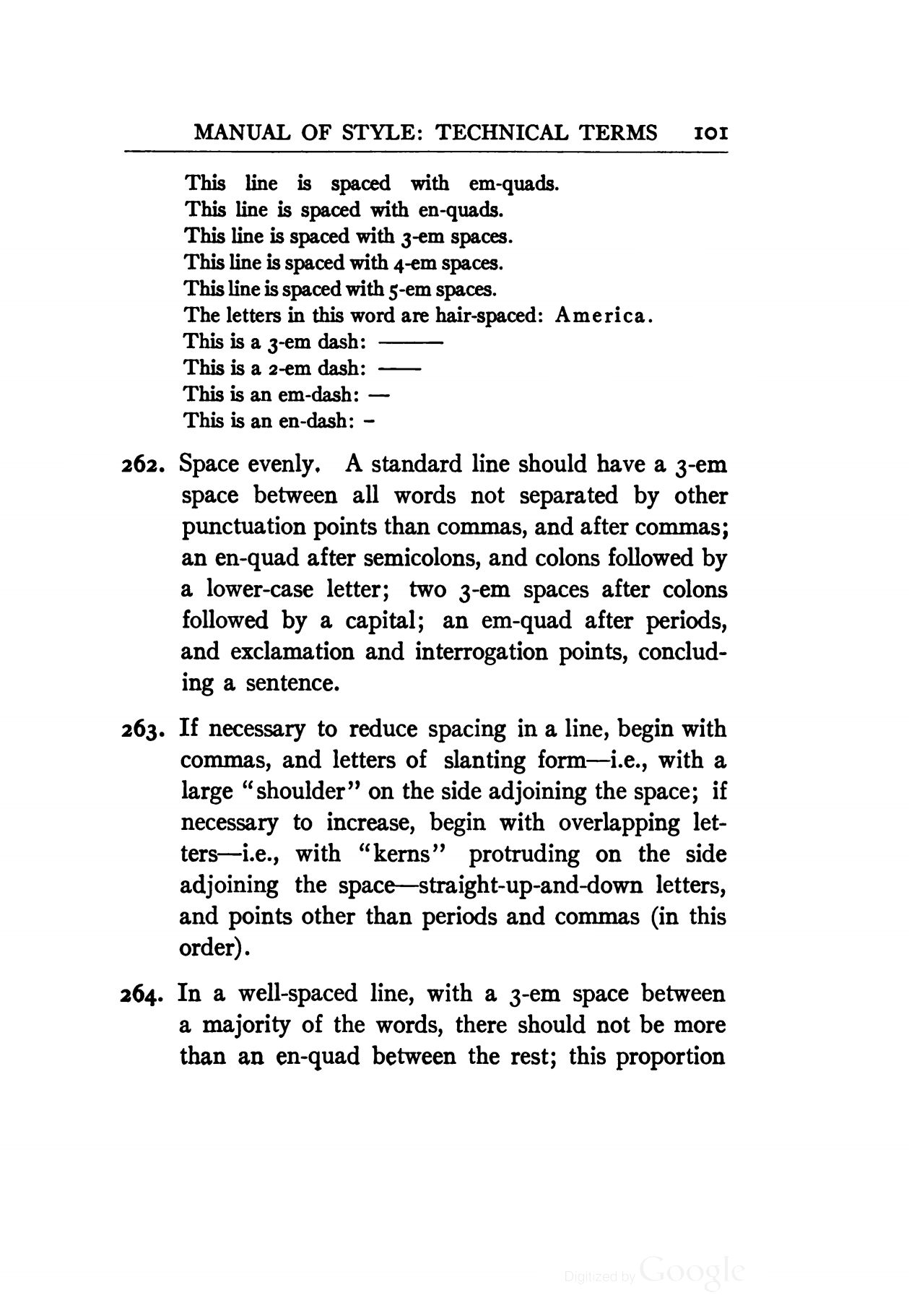
مقال على المسافات التقليدية من دليل شيكاغو 1911 للأناقة

المسافة هي أكثر فاصل للكلمات شيوعًا، خاصة في النص اللاتيني.

### الخطوط عمودية
النصوص القديمة المنقوشة والمسموعة مثل الهيروغليفية الأناضولية استخدمت الخطوط العمودية القصيرة لفصل الكلمات، كما فعل النظام الخطي ب، وكانت الخطوط العمودية الأكثر شيوعًا في الفواصل. وأستعملتها العبرية التوراتية والعديد من النصوص الهندية حالياً

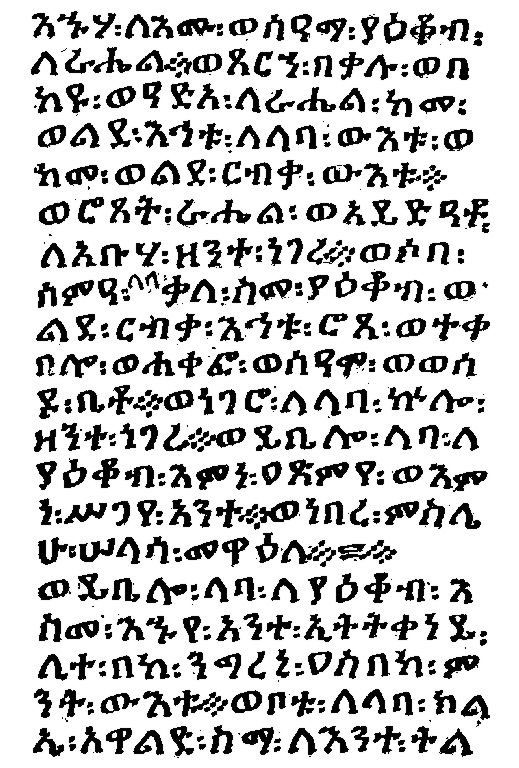
استعمال النقطتين في الكتابة الأثيوبية

كما ذكر أعلاه، تم استخدام النقطة المفردة والمزدوجة في النصوص في جميع أنحاء العالم القديم. على سبيل المثال، استخدمت النقوش الإثيوبية خطًا رأسيًا، بينما استخدمت في النصوص نقاطًا مزدوجة (:), ولا يزال هذا مستمراً حتى اليوم، وأستخدمت اللاتينية الكلاسيكية النقطة في كلاً من النصوص والنقوش الحجرية.و قواعد الكتابة اليونانية القديمة ‏ استخدمت من نقطتين إلى خمس نقاط لفصل الكلمات.

### أشكال الحروف المختلفة
في الأبجدية العبرية والعربية الحديثة، بعض الحروف تملك شكل مميز في نهاية و / أو في بداية الكلمة. ويتم استخدام هذا الرسم بدلاً من المسافة.

### الترتيب العمودي

كتابة نستعليق في الأردية

كتابة نستعليق هي شكل من الخط الإسلامي وتستخدم الترتيب العمودي لفصل الكلمات. وتتم كتابة بداية كل كلمة أعلى من نهاية الكلمة السابقة، بحيث يكون سطر النص يشبه المنشار. إنتشرت كتابة نستعليق من بلاد فارس واليوم تستخدم في الفارسية، الأويغور، البشتوية، والأردية.

### وقفة
في الخطاب بالأصابع وشفرة مورس، يتم فصل الكلمات بالتوقف.